# Tombolo (geomorfologia)

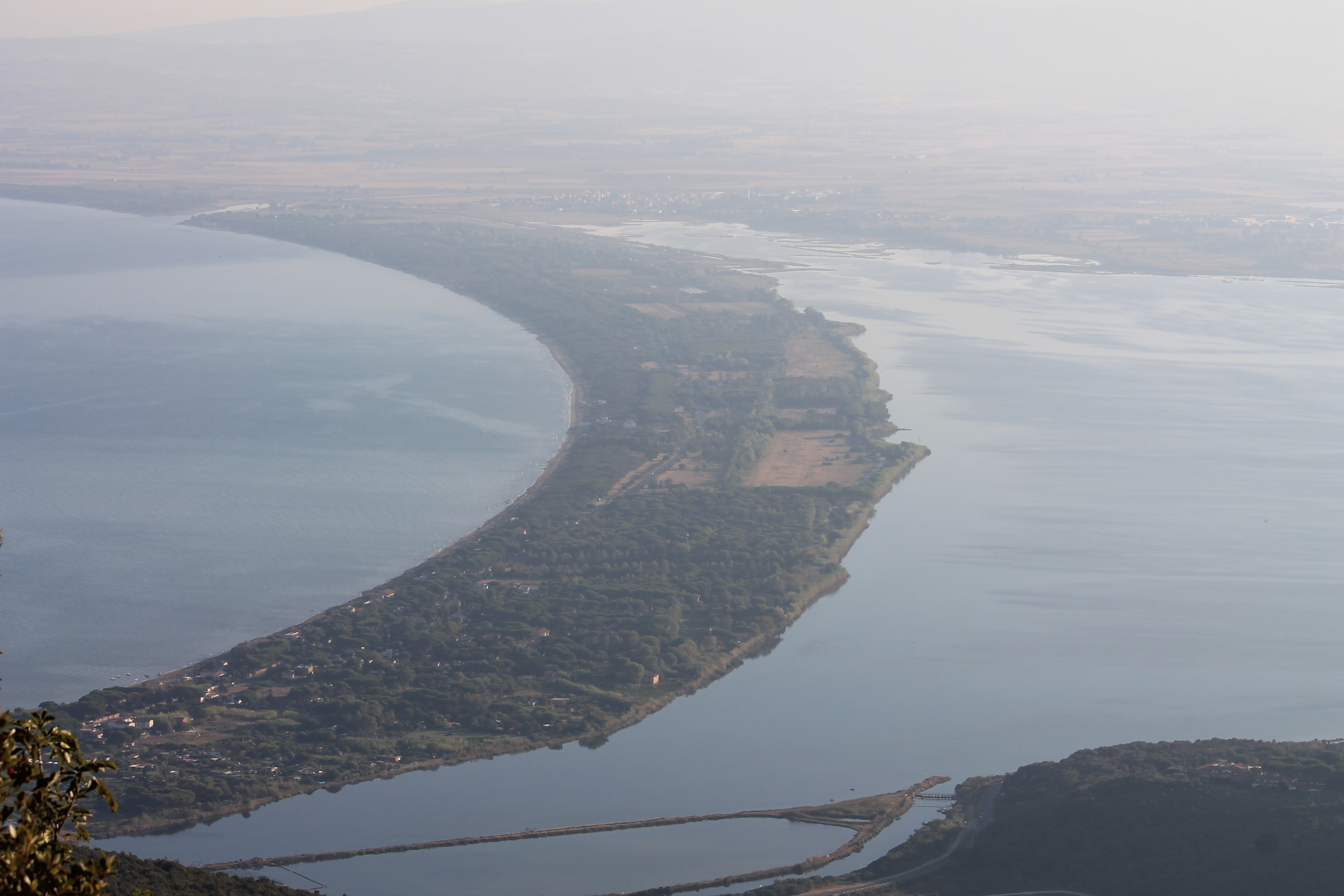
Il Tombolo della Giannella, in Toscana, che unisce il Monte Argentario al continente

Il tombolo è una formazione sabbiosa, più o meno ampia, che in genere assume la forma di un cordone di sabbia che congiunge uno scoglio o una piccola isola, detta per questo isola tidale con la terraferma. Si crea con il movimento delle onde sul fondale e talvolta può sparire e poi ricomparire nel giro di pochi giorni. Spesso però è un fenomeno duraturo e nel tempo può portare all'unione permanente dell'emergenza rocciosa alla costa, ricoprendosi anche di vegetazione.

## Geomorfologia
La sua caratteristica è data da una linea costiera sabbiosa dietro la quale si posiziona, quando la profondità perpendicolare al mare è significativa, una linea pressoché continua di dune formate dal vento (eoliche), in taluni punti alte anche alcuni metri. La zona retrodunale è generalmente coperta da "lame" (specchi d'acqua di varia ampiezza che corrono paralleli alla linea della costa), paludi, stagni, o anche piccole lagune, posti a livello del mare o talvolta anche sotto. Questo ambiente si costituisce nei secoli con la retrocessione del mare ed il suo moto ondoso che accumula le sabbia poi distribuita dal vento lungo le linee dunose. La vegetazione è generalmente idrofila.

## Aree a tombolo
- Un esempio classico si trova in Toscana dove due sottili spiagge nastriformi, dette "Tombolo della Giannella" e "Tombolo di Feniglia", uniscono il Monte Argentario alla terraferma racchiudendo una laguna nella quale è sorta la città di Orbetello.
- Altri casi sono rappresentati dal promontorio di Piombino, che una volta era un'isola dell'arcipelago toscano, ed è ormai unito alla terraferma da un istmo largo alcuni chilometri, solo in minima parte ancora paludoso, e nel Lazio dal promontorio del Circeo, che fino alla bonifica delle Paludi Pontine, avvenuta nel XX secolo, si trovava ancora in una situazione paesaggistica non troppo diversa da quella attuale del Monte Argentario.
- Nelle isole Shetland si trova St Ninian's Isle, connessa a Mainland tramite il più grande tombolo del Regno Unito
- Le zone più conosciute sono in area mediterranea, oltre alla già citata Maremma toscana, le Bocche del Rodano in Francia, ampie zone della Spagna meridionale alla foce del Guadalquivir e sempre in Spagna Penon de Velez de la Gomera che si è "attaccato" al Marocco.